# انگشت جادویی
انگشت جادویی (به انگلیسی: The Magic Finger)از آثار رولد دال نویسندهٔ انگلیسی است. این کتاب برای کودکان نوشته شده‌است. این کتاب برای اولین بار در سال ۱۹۶۲ منتشر شد. سپس در سال ۱۹۶۶ در آمریکا به چاپ رسید.

## خلاصه داستان
انگشت جادویی توسط یک دختر هشت‌ساله که در مزرعه‌ای در حومه انگلیس زندگی می‌کند نقل شده‌است. در همسایگی او خانواده گرگ زندگی می‌کند که به شکار علاقه زیادی دارند. انگشت جادویی به این معنی است که شست او دارای قدرتی خاص است که هرگاه عصبانی شود می‌تواند با آن کارهای خارق‌العاده کند.
یک روز او خانواده گرگ و دو پسرش را می‌بیند که یک آهو شکار کرده‌اند. وقتی به آنها می‌گوید که این کار خوب نیست مسخره‌اش می‌کنند. آنها به شکار ادامه می‌دهند و سعی می‌کنند چند اردک شکار کنند. در این موقع دختر بچه عصبانی می‌شود و انگشت جادویی‌اش، تمام افراد خانواده را نشانه می‌گیرد. روز بعد خانواده گرگ می‌بینند که قدشان کوتاه شده و به جای دست، بال دارند.
خانواده تعجب می‌کنند ولی تصمیم می‌گیرند کمی پرواز کنند. ناگهان می‌بینند که تعدادی اردک وارد خانه‌شان شده‌اند و بعد با تفنگ‌هایی که از خانه برداشته‌اند می‌خواهند آنها را نشانه بگیرند. خانواده گرگ به اردک‌ها التماس می‌کنند که آنها را نکشند، اردک‌ها می‌گویند شرطش اینست که دیگر هیچگاه شکار نکنند. آنها نیز قول می‌دهند؛ و بعد می‌بییند که به حالت عادی برگشته‌اند و بعد تمام تفنگ‌هایشان را به تکه‌تکه کرده و به دور می‌اندازند.